# 建部站

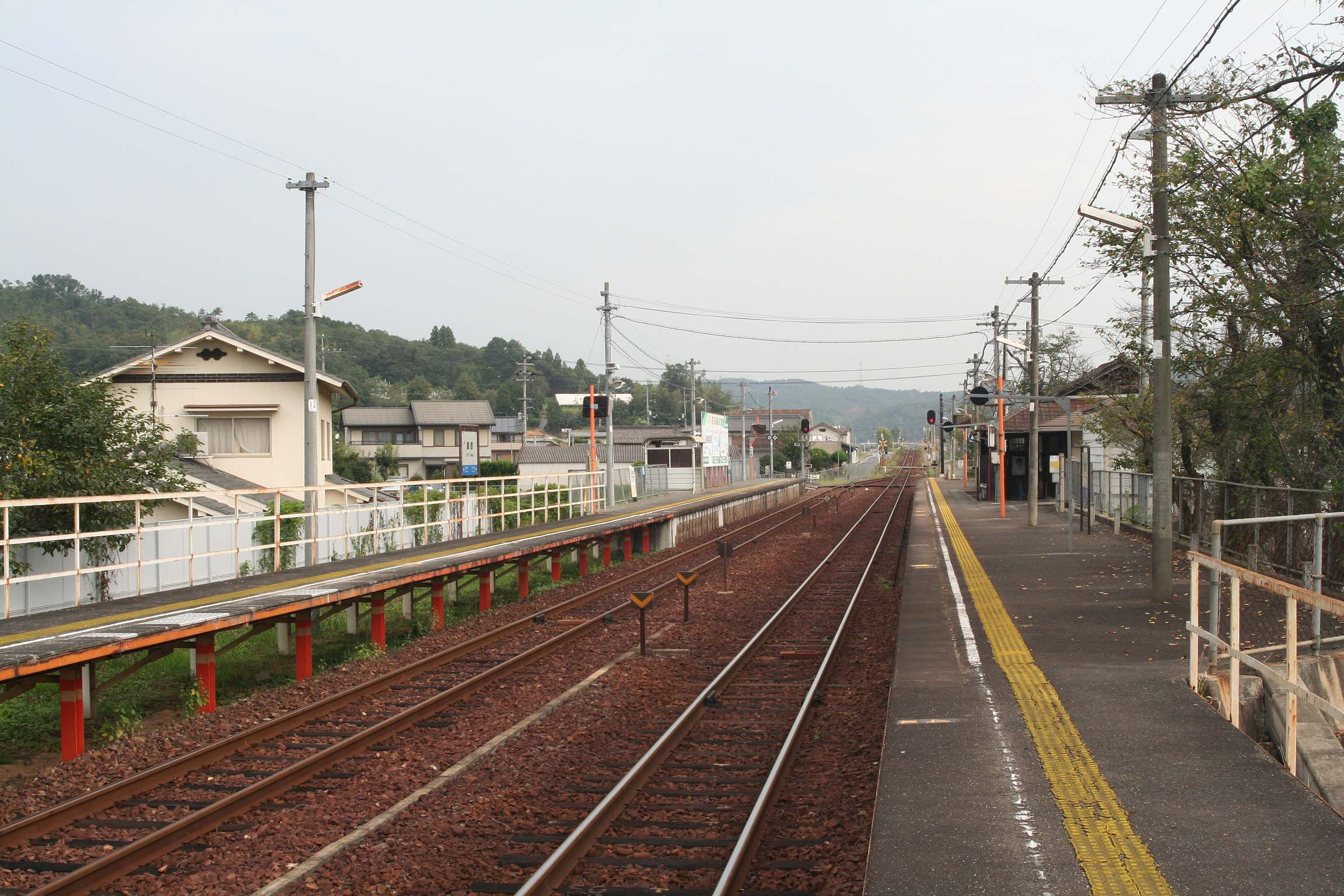
站內

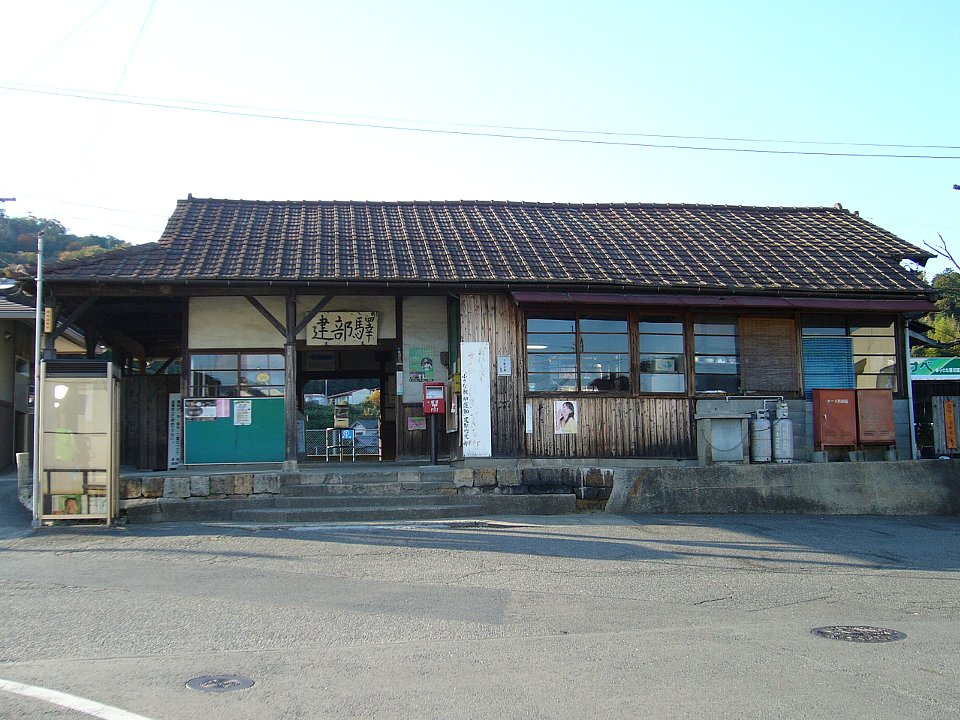
翻新前的建部站車站大樓（2006年11月17日）

建部站（日语：／ Takebe eki */?）是位於岡山縣岡山市北區建部町中田，西日本旅客鐵道（JR西日本）的津山線車站。車站大樓是國家登錄有形文化財。

## 歷史
- 1900年（明治33年）4月14日 - 中國鐵道（日语：中鉄バス）本線福渡站至金川站之間開設此站[1]。
  - 當時車站地址是岡山縣御津郡建部村（日语：建部村 (岡山県)）中田。
- 1944年（昭和19年）6月1日 - 中國鐵道的鐵路部門被國有化，成為國有鐵道津山線車站。
- 1955年（昭和30年）2月1日 - 隨著建部町（日语：建部）（第一次）成立，車站地址變為岡山縣御津郡建部町中田。
- 1967年（昭和42年）1月15日 - 隨著建部町（第二次）成立，車站地址變為岡山縣御津郡建部町中田。
- 1971年（昭和46年）11月15日 - 成為無人車站。
- 1987年（昭和62年）4月1日 - 伴隨國鐵分割民營化，車站由西日本旅客鐵道（JR西日本）營運。
- 2006年（平成18年）3月2日 - 車站大樓被成為國家登錄有形文化財（建築物）[2]。
- 2007年（平成19年）1月22日 - 建部町編入至岡山市，車站地址變為岡山縣岡山市建部町中田。
- 2008年（平成20年）3月27日 - 車站大樓保存工程完成[3]。
- 2009年（平成21年）4月1日 - 隨著岡山市成為政令指定都市，車站地址變為岡山縣岡山市北區建部町中田。

## 車站構造
車站是一座地面車站，設有2面2線的相對式月台，可進行列車交會。當地居民當時發起了新站開設運動，收集了捐款以建設車站。
在車站開業以來均設有木造車站大樓，在2006年（平成18年）3月成為了國家登錄有形文化財。電影導演今村昌平喜歡這座車站大樓，其執導的電影「肝臟先生」（1998年上映）在此站取景。
在國鐵末期，此站變為只有單式月台。後來隨著津山線進行高速化工程，此站變回設有列車交會設施。車站大樓對面月台（1號月台）設有候車室。車站大樓一方的2號月台為上下行本線，1號月台為上下行副本線和一線通過結構。車站設有男女共用濕廁。
此站是由岡山站管理的無人車站。曾經此站為簡易委託車站，在2010年（平成22年）7月尾前，此站設有售票窗口，使用流動售票機發售車票。
在2007年（平成19年）12月5日起，為了可把車站大樓長期保存，因此進行了車站大樓維修工程，把嚴重受損的瓦片和外牆進行修理，並於2008年（平成20年）3月27日完成。在工程期間，車站大樓暫停使用和被圍封，該時候設置了臨時閘口、臨時售票櫃臺和臨時廁所。

### 月台
| 月台 | 路線   | 上下行 | 方向           |
| ---- | ------ | ------ | -------------- |
| 1、2 | 津山線 | 上行   | 福渡、津山方向 |
| 1、2 | 津山線 | 下行   | 岡山方向       |

- 所有通過列車和不需要進行列車交會的停站列車，均使用2號月台。
- 當進行列車交會時，津山方向的上行列車會使用1號月台，岡山方向的下行列車使用2號月台。
- 在2007年度的時間表中，1號月台沒有來自岡山方向或往岡山方向出發的營業列車。

## 使用狀況
以下為近年1日平均乘車人次列表：
| 乘車人次變化 | 乘車人次變化    |
| 年度         | 1日平均乘車人次 |
| ------------ | --------------- |
| 1999         | 301             |
| 2000         | 279             |
| 2001         | 265             |
| 2002         | 263             |
| 2003         | 285             |
| 2004         | 289             |
| 2005         | 277             |
| 2006         | 252             |
| 2007         | 259             |
| 2008         | 271             |
| 2009         | 257             |
| 2010         | 223             |
| 2011         | 213             |
| 2012         | 205             |
| 2013         | 210             |
| 2014         | 194             |
| 2015         | 189             |
| 2016         | 174             |
| 2017         | 177             |
| 2018         | 184             |

## 車站周邊
- 岡山北警署（日语：岡山北警察署）建部駐在所
- 建部郵局
- 岡山市立建部中學
- 岡山市立建部保育園
- 建部町文化中心
- 岡山縣道211號建部停車場線（日语：岡山県道211号建部停車場線）
- 建部新町 - 歷史街道
- 山陽丸中（日语：マルナカ (チェーンストア)）建部店

## 相鄰車站
西日本旅客鐵道（JR西日本）
 津山線
■快速「壽」（只有1往返班次停站）、■普通
福渡－建部－金川

## 注腳
1. 1 2 3 4  小西伸彦 『鉄道遺産を歩く 岡山の国有鉄道』 吉備人出版，2008年12月。ISBN 978-4-86069-213-1
2. 1 2 3   - 國指定文化財等數據庫（日語）
3. 1 2  建部町合併特例區新聞 2008年7月號
4. ↑  岡山縣統計年報

## 外部連結
- 建部｜車站資訊：JR出門網 - 西日本旅客鐵道（日語）